# Polinhac (Alt Loira)
Polinhac (en francès Polignac) és un municipi francès situat al departament de l'Alt Loira i a la regió d'Alvèrnia-Roine-Alps. L'any 1999 tenia 2.602 habitants. Situat al nord-oest de Lo Puèi de Velai (Le Puy-en-Velay), al Velai.
Poblada des dels temps dels romans, tenia un temple dedicat al déu Apol·lo. Al segle X esdevingué capital del vescomtat de Polignac o Polinhac (després comtat i ducat), que vers el segle xiii va fortificar el castell situat a uns singles de més de 100 metres d'alt que el feien quasi impossible de conquerir, i que fou engrandit al segle xiv. Al segle xvii s'hi va fer una capella. Els Polinhac van abandonar el castell amb la revolució i es van establir llavors a Lavoute-Polignac, a pocs kilòmetres.
És molt apreciat el conyac de Polignac.